# 阿尔贝托·皮加亚尼
阿尔贝托·皮加亚尼（義大利語：Alberto Pigaiani，1928年7月15日—2003年6月15日），意大利男子举重运动员。他曾代表意大利参加1956年和1960年夏季奥林匹克运动会举重比赛，获得一枚铜牌。